# Albert Schaefer-Ast
Albert Schaefer-Ast (auch Albert Schäfer-Ast; * 7. Januar 1890 in Barmen; † 15. September 1951 in Weimar) war ein deutscher Zeichner und Karikaturist.

## Leben
Schaefer-Ast war der Sohn eines Barmer Oberlehrers, der an einer höheren Mädchenschule unterrichtete. Nach einer Lehre als Bildhauer besuchte er von 1906 bis 1911 die Kunstgewerbeschule Düsseldorf. Nach Wanderjahren in Deutschland und im europäischen Ausland, bei denen er als Weinverkäufer und Vertreter für Oetker-Puddingpulver tätig war, arbeitete Schaefer-Ast von 1913 an, unterbrochen durch seine Teilnahme am Ersten Weltkrieg, in dem er durch eine Kriegsverletzung ein Auge verlor, für diverse Zeitschriften, darunter Simplicissimus, Uhu, Der Querschnitt und Der heitere Fridolin. Für Letztere zeichnete er die Serie Benjamin Pampe. Der Namensbestandteil „Ast“ ist aus der falsch gelesenen Bildsignatur der drei Buchstaben „ASf“ (Albert Schaefer fecit) entstanden.
Schaefer-Asts Arbeiten wurden von den Nationalsozialisten als entartet eingestuft. Er war zwar Mitglied der Reichskammer der bildenden Künste, unterlag aber zeitweilig Einschränkungen seiner Arbeits- und Ausstellungsmöglichkeiten. Unter Einhaltung bestimmter Auflagen durfte er ab Mitte der 1930er Jahre wieder als Künstler arbeiten, musste sich dazu aber von seiner jüdischen Ehefrau Steffie Schäfer-Nathan scheiden lassen. Er vereinbarte mit ihr, dass diese nach der erzwungenen Trennung mit der gemeinsamen Tochter 1939 nach Großbritannien ausreist, wobei er sie unterstützte. Er blieb in Berlin und versuchte mit Briefen die Verbindung zu seiner Familie aufrechtzuerhalten. Bei einem Bombenangriff verlor er 1943 seine Berliner Wohnung in der Kurfürstenstraße 43, und er zog sich bis zum Weltkriegsende in das Fischerdorf Prerow auf dem Darß zurück. Ohne Arbeitsaufträge begannen für ihn ab 1943 die Hungerjahre, die bis 1947 andauerten und seine Gesundheit dauerhaft schädigten. Nach dem Ende des Zweiten Weltkriegs nahm er den Briefkontakt mit Steffi und seiner Tochter in England wieder auf, die nicht nach Deutschland zurückkehrten. In Berlin erhielt er ab 1946 Aufträge als Karikaturist beim Ulenspiegel. Zur Eröffnung der Staatlichen Hochschule für Baukunst und bildende Künste unter Direktor Hermann Henselmann wurde er als Professor nach Weimar berufen. Von seinem Wohnsitz in Weimar besuchte er mit Aufenthalten in Berlin regelmäßig sein Haus in Prerow, um dort in Ruhe zu arbeiten und sich zu erholen. Die Stelle als Professor in Weimar nahm er bis zu seinem plötzlichen Tod infolge eines Herzinfarkt ein.
Schaefer-Ast illustrierte nicht wenige Bücher, so auch Die Geschichte von dem Hute von Christian Fürchtegott Gellert, Der kleine Gustav von Wolf Durian und Das Traumboot von Erich Knauf. Arbeiten Schäfer-Asts befinden sich u. a. im Lindenau-Museum in Altenburg und im Angermuseum in Erfurt.
Die Lyrikerin und Erzählerin Oda Schaefer war Schaefer-Asts erste Frau. 

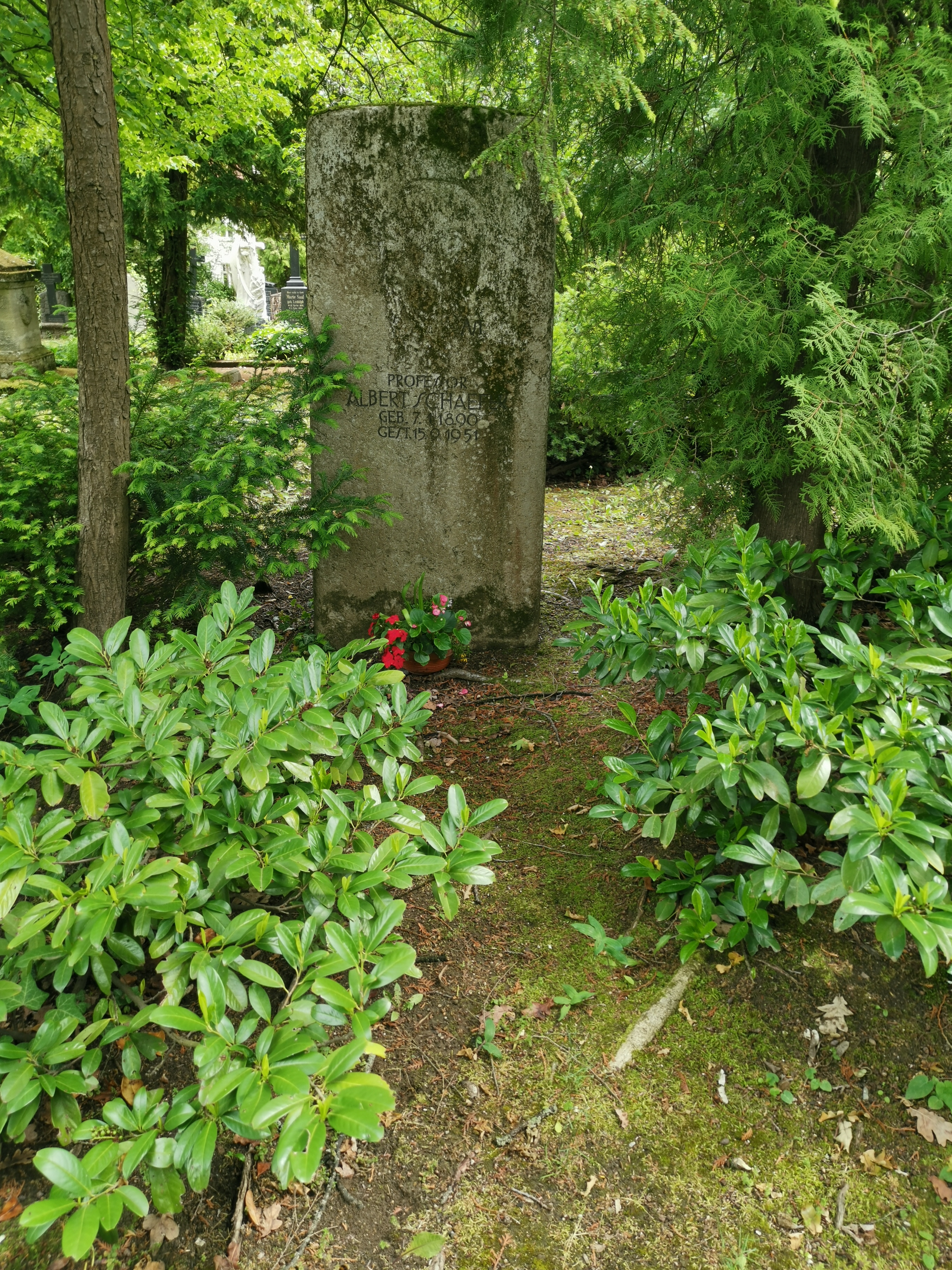
Grabstätte

Die Gemeinde Prerow ehrte ihn durch die Benennung eines Weges, und an seinem damaligen Wohnhaus erinnert eine Tafel an ihn. Schaefer-Ast ist auf dem Ehrengräberfeld des Historischen Friedhofs Weimar bestattet.

## Darstellung Schäfer-Asts in der bildenden Kunst
- Fritz Dähn: Kopfstudie Schäfer-Ast (Lithografie; nach 1945)[3]
- Erich Ohser: Porträt Albert Schäfer-Ast (1943, Federzeichnung, 37,5 × 30,9 cm; Galerie E. O. Plauen im Erich-Ohser-Haus Plauen)[4]

## Ausstellungen (unvollständig)
- 1932: Berlin, Galerie Gurlitt[5]
- 1935: München, Neue Pinakothek („Berliner Kunst“)
- 1941: Hannover („108. Große Frühjahrsausstellung“ des Kunstvereins Hannover)
- 1946 und 1949: Dresden, Allgemeine Deutsche Kunstausstellung und 2. Deutsche Kunstausstellung
- 1948: Weimar, Schloss („Künstler schaffen. 1945–1948“)

### Postum
- 1952: Weimar, Schlossmuseum (Gedächtnisausstellung)
- 1974: Berlin, Altes Museum („25 Jahre Graphik in der DDR. 1949-1974“)

## Bücher mit Bildern von Schäfer-Ast (Auswahl)
- Die Sommerburg. Mit einer Erzählung von Matthias Holnstein. Gustav Kiepenheuer Verlag, 1934
- Zeichnungen. Horst Böttcher, Berlin, 1947 (Reihe Neue Graphik)
- Schäfer-Äste. 15 Zeichnungen von Schäfer-Ast mit Versen von Kreki. Felguth-Verlag, Berlin, 1949
- Heiterkeit ist der beste Doktor - Achtundvierzig Federzeichnungen mit einem literarischen Selbstporträt. Woldemar Klein Verlag, Baden-Baden, 1952
- Kranz des Jahres. Zeichnungen von Schäfer-Ast. Buchheim-Verlag, Feldafing, 1955
- Ast. Lustig und listig. 75 heitere Blätter aus dem graphischen Werk des Künstlers. Rowohlt Verlag Hamburg, 1957
- Schäfer-Ast. Burlesken. Eulenspiegel Verlag, Berlin, 1959
- Fabuleux. 35 Radierungen. Insel-Verlag, Leipzig, 1960
- John Buck (Hrsg.): „...und wundere mich, dass ich noch lebe“. Briefe und Burlesken von Albert Schaefer-Ast. Eulenspiegel Verlag, Berlin 2021, ISBN 978-3-359-03016-4